# Равнотежа (роман)
Равнотежа: роман у дванаест поглавља са епилогом је први роман српске и словеначке научнице, антрополошкиње, доктора античких студија, универзитетске професорке, књижевнице и феминисткиње Светлане Слапшак објавњен 2016. године. Добитник је Виталове награде за 2016. годину.

## О роману
Драган Великић о роману Равнотежа Светлане Слапшак је рекао:
"Три романа у једној књизи, то је Равнотежа Светлане Слапшак. Пастиш, пародија и сведочанство чине овај роман јединственим у савременој литератури нашег региона. Пастиш је прича у маниру сестара Бронте, пародија је роман о настајању оца нације, а сведочанство су деведесете године прошлог века на простору бивше Југославије испричане оштро и луцидно. А као бонус, у књизи су порно скеч и рецепт за колач у народу познат као ’равнотежа’." 

## Радња
Равнотежа говори с о женама у Београду за време рата у бившој Југославији. Оне не прихватају да им у њихово име убијају суграђане, рођаке, пријатеље и синове. Скривају их од мобилизације. 
Једна од њих, Милица, прекуцава рукопис великог националног писца како би преживела кризу деведесетих. Тражећи начин да се ментално удаљи од посла на који је присиљена, она истовремено пише и роман-пастиш угледајући се на приповедни поступак и стваралаштво сестара Бронте.
Милица и њене пријатељице својом креативношћу и храброшћу покушавају да се одупру насиљу и хаосу који их окружује. Кроз мноштво духовитих и ироничних дијалога, овај роман трага за одговором на питање како у једном неуравнотеженом друштву одржати сопствену равнотежу.
На самом почетку романа јунакиња спрема за своју породицу колач (равнотежа са шљивама) и на тај начин дата је веза између основне теме и кухиње (домаћег огњишта) – између остваривања уравнотеженог живота у ратном хаосу и нише која се традиционално (и нарочито у рату) оставља за жену.

## Награде
- Роман Равнотежа је добио Виталову награду "Златни сунцокрет" за 2016. годину.[1]